# Conquista de la Sierra
Conquista de la Sierra és un municipi de la província de Càceres, a la comunitat autònoma d'Extremadura (Espanya).

## Demografia
| 2001 | 2002 | 2003 | 2004 | 2005 | 2006 |
| ---- | ---- | ---- | ---- | ---- | ---- |
| 215  | 215  | 212  | 226  | 225  | 220  |